# Weerasak Gayasit
Weerasak Gayasit (thailändisch วีรศักดิ์ กายสิทธิ์, * 4. März 1994), auch als Men bekannt, ist ein thailändischer Fußballspieler.

## Karriere
Weerasak Gayasit stand bis Ende 2016 beim Ayutthaya FC unter Vertrag. Der Verein aus Ayutthaya spielte in der dritten Liga, der Regional League Division 2, in der Central Region. Mit dem Verein wurde er Vizemeister und stieg in die zweite Liga auf. Nach dem Aufstieg verließ er Ayutthaya. Der Erstligist Sukhothai FC aus Sukhothai nahm ihn Anfang 2017 unter Vertrag. Sein erstes Spiel für Sukhothai absolvierte er im Thailand Champions Cup. Hier wurde er im Spiel gegen Muangthong United in der 72. Minute für Lursan Thiamrat eingewechselt. Das Spiel endete 5:0 für Muangthong. Im Jahr 2017 spielte er einmal in der ersten Liga. Die Saison 2018 wurde er an den Zweitligisten Kasetsart FC aus Bangkok ausgeliehen. Der ebenfalls in der zweiten Liga spielende JL Chiangmai United FC aus Chiangmai lieh ihn die Saison 2019 aus. Hier stand er vierzehnmal auf dem Spielfeld. Nach der Rückkehr zu Sukhothai wurde sein Vertrag nicht verlängert. Bis Ende Juli war er vertrags- und vereinslos. Ende Juli 2020 wurde er vom Zweitligisten Samut Sakhon FC aus Samut Sakhon unter Vertrag genommen. Am Ende der Saison musste er mit dem Verein als Tabellenletzter in die dritte Liga absteigen. Nach dem Abstieg verließ er Samut und schloss sich in Phitsanulok dem Drittligisten Phitsanulok FC an. Am Ende der Saison wurde er mit dem Verein Vizermeister und man qualifizierte sich für die Aufstiegsspiele zur zweiten Liga. Hier konnte man sich jedoch nicht durchsetzen. Im Juni 2022 verpflichtete ihn der Zweitligaaufsteiger Uthai Thani FC. Für den Zweitligisten aus Uthai Thani bestritt er zehn Ligaspiele. Nach der Hinrunde wurde sein Vertrag im Dezember 2022 aufgelöst. Im gleichen Monat unterschrieb er einen Vertrag beim ebenfalls in der zweiten Liga spielenden Krabi FC. Am Ende der Saison 2023/24 belegte er mit dem Klub aus Krabi den letzten Tabellenplatz und musste somit in die dritte Liga absteigen. Nach dem Abstieg verließ er den Verein und schloss sich dem Drittligisten Samut Sakhon City FC an. Mit dem Verein aus Samut Sakhon spielt er in der Western Region der Liga. Am Ende der Saison 2024/25 feierte er mit dem Verein die Meisterschaft der Region.

## Erfolge
Ayutthaya FC
- Regional League Division 2 – Central: 2016 (Vizemeister)  ▲

Samut Sakhon City FC
- Thai League 3 – West: 2024/25